# Communauté de communes du Pays du Vermandois
La Communauté de communes du Pays du Vermandois és una comunitat de comunes de França del departament de l'Aisne, als Alts de França.
El seu Codi SIREN és el 240 200 493. La seu de la comunitat de comunes és a Bellicourt. Es va crear el 31 de desembre de 1993. El seu president és Marcel Leclere.

## Geografia
La Communauté de comunes du Vermandois té un total de 53 municipis i una superfície de 441,91 km². Amb una població de 30.353 habitants (2007), té una densitat de població de 69 habitants per quilòmetre quadrat.

## Composició
Els municipis que formen la comunitat de comunes són:
| - Attilly - Aubencheul-aux-Bois - Beaurevoir - Beauvois-en-Vermandois - Becquigny - Bellenglise - Bellicourt - Bohain-en-Vermandois - Bony - Brancourt-le-Grand - Le Catelet - Caulaincourt - Croix-Fonsommes - Douchy | - Estrées - Étaves-et-Bocquiaux - Étreillers - Fluquières - Fontaine-Uterte - Foreste - Francilly-Selency - Fresnoy-le-Grand - Germaine - Gouy - Gricourt - Hargicourt - Jeancourt | - Joncourt - Lanchy - Lehaucourt - Lempire - Levergies - Magny-la-Fosse - Maissemy - Montbrehain - Montigny-en-Arrouaise - Nauroy - Pontru - Pontruet - Prémont | - Ramicourt - Roupy - Savy - Seboncourt - Sequehart - Serain - Trefcon - Vaux-en-Vermandois - Vendelles - Vendhuile - Le Verguier - Vermand - Villeret |

## Demografia
| 1962                                       | 1968   | 1975   | 1982   | 1990   | 1999   | 2007   |
| ------------------------------------------ | ------ | ------ | ------ | ------ | ------ | ------ |
|                                            | 31 230 | 32 338 | 32 054 | 31 699 | 31 249 | 30 353 |
| Des de 1962: població sense dobles comptes |        |        |        |        |        |        |